# José Ramos-Horta
José Manuel Ramos Horta (1949. december 26. –) Nobel-békedíjas politikus (1996), Kelet-Timor elnöke.
A Független Kelet-Timorért Forradalmi Front (FRETILIN) száműzetésben lévő szóvivője, majd ezt megelőzően többekkel együtt alapítója volt. A szervezet az indonéz megszállás idején (1975–1999) működött. Bár végig segítette a munkáját, de 1988-ban kilépett a FRETILIN-ből, s azóta függetlenként politizál.
Miután Kelet-Timor 2002-ben elnyerte függetlenségét, Ramos Horta lett az új ország első külügyminisztere. Ezt a posztot a 2006-os kelet-timori krízis kitöréséig, június 25-éig töltötte be. 26-án, Mari Alkatiri lemondását követően Xanana Gusmão elnök őt jelölte ki ideiglenes miniszterelnöknek. Két héttel később, június 26-án iktatták be Kelet-Timor második miniszterelnökévé.

## Fiatalkora és családja
Diliben, Kelet-Timor fővárosában született, Édesanyja timori, édesapja portugál, aki az akkor portugál gyarmatiság alatt lévő szigetre menekült António de Oliveira Salazar diktátorsága elől. A soibadai katolikus missziónál taníttatták, Ezt a helyet később, az indonéz megszállás idején a FRETILIN központjának a helyévé tette. A FRETILIN és az indonéz hadsereg közti összecsapásokban 11 testvére közül négy meghalt.
José Ramos Horta a Hágai Nemzetközi Jogi Akadémián nemzetközi közjogot tanult. Az Antochi Egyetemen szerzett egyetemi fokozatot, miután béketanulmányokat folytatott ott. Első diplomáját 1983-ban, másodikat 1984-ben szerezte. Gyakorlatot Strasbourgban szerzett. A Columbia Egyetemen posztgraduális képzésben amerikai külpolitikát tanult.

## Politikai karrierje
Aktívan részt vett Portugál-Timoron a felkelésben, ezért két évre portugál-Kelet-Afrikába száműzték. Ez náluk már szinte családi hagyomány, mivel nagyapja Portugáliából az Azori-szigetekre menekült, onnan továbbment a Zöld-foki Köztársaságba, majd Portugál-Guineába, később Portugál-Timorra költözött.
Az elmérgesedő timori hatalmi harcok közepette kinevezték 1975-ben az ország külügyminiszterének. Ekkor Ramos Horta mindössze 25 éves volt. Három nappal Kelet-Timor indonéz megszállása előtt elhagyta az országot, hogy be tudjon számolni az esetről az ENSZ előtt.
Ramos Horta New Yorkba érkezett, hogy el tudja mondani az ENSZ Biztonsági Tanácsa előtt országa ügyeit, és hogy sürgesse őket egy nemzetközi fellépés indítására, hogy megakadályozzák az indonézokat abban, hogy 1976 és 1981 között mintegy 200 000 kelet-timorit öljenek meg. A következő tíz évben Horta volt a FRETILIN küldöttje az ENSZ-nél.
1993-ban Kelet-Timor lakossága kapta a Rafto-díjat. A száműzetésben lévő külügyminiszter, José Ramos Horta képviselte országát a díjkiosztón.
2006. június 3-án Horta magához vette a hadügyi tárca irányítását is a külügyi poszt mellé. Kettős miniszteri pozícióban mondta a következőket: én nem szeretnék semmilyen kapcsolatban maradni ezzel a kormánnyal, vagy akármilyen kormánnyal, amelyben Alkatiri is részt vesz.